# Andrena mucronata
Andrena mucronata är en biart som beskrevs av Morawitz 1871. Andrena mucronata ingår i släktet sandbin, och familjen grävbin. Inga underarter finns listade i Catalogue of Life.